# Filozofická fakulta Ostravské univerzity
Filozofická fakulta (FF) Ostravské univerzity (OU) je jednou z šesti fakult této veřejné vysoké školy. Vznikla v roce 1991 spolu se založením celé OU.
Fakulta poskytuje mnoho studijních programů ve všech formách studia (bakalářské, navazující magisterské i doktorské) a má právo konat habilitační řízení a řízení k jmenování profesorem v oborech České a československé dějiny se zaměřením na hospodářské a sociální dějiny, Dějiny české literatury a Polský jazyk.
Od roku 2010 fakulta vydává (zpravidla jednou měsíčně) elektronické periodikum Listy Filozofické fakulty. Na podzim roku 2012 vyšla bilanční publikace o více než dvacetiletých dějinách fakulty – Facultas Philosophica Universitatis Ostraviensis, 1991–2012.

## Den s překladem
Jazykové katedry fakulty pořádají od r. 2005 Den s překladem (v březnu 2022 se konal již 17. ročník). Jedná se o celostátní překladatelskou soutěž, jíž se mohou účastnit studenti a studentky z celé České republiky. Do soutěže lze přihlásit překlad odborného či literárního textu, a to z angličtiny, němčiny, francouzštiny, španělštiny, ruštiny, polštiny a od r. 2011 také z latiny (případně z jiných jazyků). Příspěvky z prvních pěti ročníků soutěže byly publikovány ve sborníku Translatologica Ostraviensia (I, II, III, IV, V), který přinášel mj. úryvky ze studentských překladů; počínaje šestým ročníkem soutěže je vydáván každoročně výbor nejlepších studentských překladů pod názvem Den s překladem (VI a dále). V r. 2009 udělila Národní agentura pro evropské vzdělávací programy (NAEP) projektu Evropskou jazykovou cenu Label.

## Děkani
- doc. PhDr. Eva Mrhačová, CSc. (1991–1994, 1994–1997)
- prof. PhDr. Jaroslav Hubáček, CSc. (1997–2000)
- doc. PhDr. Zdeňka Kalnická, CSc. (2000–2003)
- doc. PhDr. Eva Mrhačová, CSc. (2003–2010)
- prof. PhDr. Aleš Zářický, Ph.D. (2010–2018)
- doc. Mgr. Robert Antonín, Ph.D. (2018–dosud)

## Katedry a centra
- Katedra anglistiky a amerikanistiky
- Katedra české literatury a literární vědy
- Katedra českého jazyka
- Katedra dějin umění a kulturního dědictví
- Katedra filozofie
- Katedra germanistiky
- Katedra historie
- Katedra latinského jazyka a kultury
- Katedra psychologie
- Katedra romanistiky
- Katedra slavistiky
- Katedra sociologie
- Centrum pro hospodářské a sociální dějiny
- Centrum pro studium středověké společnosti a kultury - VIVARIUM
- Centrum regionálních studií
- Centrum výzkumu odborného jazyka